# كارلوس مارتشينا
كارلوس مارتشينا (بالإسبانية: Carlos Marchena)‏، من مواليد 31 يوليو 1979 في إشبيلية في إسبانيا، لاعب كرة قدم إسباني سابق.
بدأ مسيرته الكروية مع نادي إشبيلية في عام 1997، ولعب معهم حتى عام 2000، وشارك معهم في 68 مباراة وسجل هدفين، وفي موسم 2000/2001 انتقل إلى نادي بنفيكا البرتغالي، ولعب للنادي البرتغالي موسم واحد، وفي صيف 2001 انتقل إلى نادي فالنسيا ولعب لهم 9 سنوات إلى 2010 ، و في 2010 انتقل إلى نادي فياريال الإسباني، وهو يلعب في نادي ديبورتيفو لاكرونيا منذ عام 2012 .
و قد بدأ باللعب مع منتخب إسبانيا لكرة القدم في عام 2002.

## مسيرته الكروية
لعب كارلوس مارتشينا خلال مسيرته الاحترافية مع 6 أندية في ثمانية عشر موسمًا وسجل خلالها 17 هدفًا ضمن 407 مباراة. حيث فاز في موسم واحد بالكأس وفي موسمين بالدوري.
خاض كارلوس مارتشينا مسيرته مع نادي إشبيلية في موسم 1997–98 واستمر معه طيلة ثلاثة مواسم، مشاركًا في 67 مباراة سجل خلالها هدفًا واحدًا. ثم انتقل إلى نادي بنفيكا في موسم 2000–01 لمدة موسم واحد، حيث شارك في 20 مباراة سجل خلالها هدفين. لينتقل بعدها إلى نادي فالنسيا في موسم 2001–02 ليلعب معه تسعة مواسم، مشاركًا في 230 مباراة سجل خلالها 8 أهداف. ثم انتقل إلى نادي فياريال في موسم 2010–11 ولمدة موسمين، مشاركًا في 45 مباراة سجل خلالها هدفًا واحدًا. هذا وانتقل لاحقًا إلى نادي ديبورتيفو لاكورونيا في موسم 2012–13 ولمدة موسمين، مشاركًا في 44 مباراة سجل خلالها 5 أهداف. ثم انتقل بعدها إلى نادي كيرلا بلاستيرز ما بين عامي 2015 و2016 لمدة موسم واحد، مشاركًا في مباراة ولم يسجل أي هدف.

## روابط خارجية
- كارلوس مارتشينا على موقع الاتحاد الدولي (مؤرشف)  (الإنجليزية)
- كارلوس مارتشينا على موقع الاتحاد الأوربي (الإنجليزية)
- كارلوس مارتشينا على موقع قاعدة بيانات كرة القدم.إي يو (الإنجليزية)
- كارلوس مارتشينا على موقع بيانات كرة القدم. دي إي (الألمانية)
- كارلوس مارتشينا على موقع ناشيونال فوتبول تيمز (الإنجليزية)
- كارلوس مارتشينا على موقع Soccerway.com (الإنجليزية)
- كارلوس مارتشينا على موقع عالم كرة القدم.نت (الإنجليزية)
- كارلوس مارتشينا على موقع كووورة
- كارلوس مارتشينا على موقع أوليمبيديا (الإنجليزية)
- كارلوس مارتشينا على موقع AS.com (الإسبانية)